# 전형필
전형필(全鎣弼, 1906년 7월 29일 ~ 1962년 1월 26일)은 일제강점기때 대한민국 최초의 사립박물관인 보화각을 설립한후 사비를 털어 대한민국의 문화재를 수집, 보존, 연구한 문화재 수집가이자 동성학원을 설립한 교육가였다.
안동에서 발견된 《훈민정음 해례본》을 거금을 주고 입수하여 잘 보존한 장본인으로 유명하다. 일본으로 유출된 문화재들을 되찾아오는데 앞장섰으며, 해방 후 혼란기와 한국전쟁중에도 한국의 문화재들을 잘 보존하고 관리하였다. 사후에 그 공로를 인정받아 금관문화훈장을 비롯한 많은 훈포장을 추서받았다.
보화각은 한국민족미술연구소와 간송미술관으로 개편되었고, 2013년에는 간송미술문화재단이 설립되어 전형필의 우리 문화재 사랑 정신을 계승하고 있다. 전형필 생애의 최대 업적은 《훈민정음 해례본》의 보존인데, 그가 잘 보관하여 후손들에게 물려준 덕분에 한글의 창제원리, 과학적 우수성, 독창성을 올바로 알릴수 있는 좋은 근거자료가 되고 있다. 《훈민정음 해례본》은 국보 70호로 지정되었고, 1997년 10월에 유네스코 세계기록유산으로 등록되었다. 현재에는 간송미술관에서 《훈민정음 해례본》을 보관, 전시하고 있다.

## 생애

### 어린 시절
1906년 서울 한성부(현 종로구)에서 전영기의 차남으로 태어났다. 자는 천뢰(天賚), 호(號)는 간송(澗松), 지산(芝山), 취설재(翠雪齋)이다. 그의 증조부는 중군(中軍, 西班, 정3품) 전계훈(全啓勳)이며 그의 작은 아버지 전명기는 내부주사(內部主事) 및 참서관(參書官)을 지냈다. 전형필의 집안은 증조 때부터 배우개(지금의 종로4가) 중심의 종로 일대의 상권을 장악한 10만 석 대부호 가문이였다.
작은 아버지 전명기가 후손을 얻지 못하자 전형필은 당시의 관례에 따라 작은 아버지의 양자로 입적되었다. 학창시절에는 외사촌형 월탄 박종화(月灘 朴鍾和)와 교류하며 보냈으며, 그의 영향을 많이 받아 국문학을 전공하고자 했으나 부친의 반대로 뜻을 이루지는 못했다. 1921년 어의동 공립보통학교를 졸업하고 1926년에 휘문고등보통학교를 졸업한후 와세다 대학 법학부에 진학했다.
1919년에 작은 아버지 전명기(양부)와 맏형 전형설이 사망하고 1929년에 생부 전영기마저 사망하자 가문의 많은 재산을 단독으로 상속받아 23세의 젊은 나이에 '조선거부 40인'에 들어갈 정도로 엄청난 부자가 되었다. 그가 상속받은 부동산 중에 논의 면적만 헤아려보면 무려 800만 평이 넘었는데, 이는 여의도 면적의 약 10배가 된다. 이곳에서 매년 2만 석 이상의 쌀을 수확했다. 그 밖에도 밭과 상가, 상권등 많은 것을 물려받았다.

### 문화재 보존활동
학업을 마치고 1930년, 일본에서 귀국한 전형필은 엄청난 부를 바탕으로 조선의 중요한 문화재를 수집해 나갔다. 당시 전형필은 문화재 수집과 보존이 자신이 할 수 있는 독립운동이라고 생각했다. 그래서 1932년 서울 관훈동의 한남서림(고서, 고서화를 취급하던 서점)을 인수하고, 민족 문화재들이 외부로 유출되는 것을 막기 위해 문화재들을 구입하기 시작했다고 한다.  
문화재 보존에 큰 관심을 가지게 된 것은 휘문고등보통학교 스승이었던 춘곡 고희동과 독립운동가 위창 오세창의 영향이 컸다. 고희동은 한국 최초의 서양화가이자 민족주의자였으며 전형필이 고교재학시절 미술 교사였다. 오세창과의 인연은 1928년 방학을 맞아 일본에서 일시 귀국한 시기에 스승인 고희동의 소개를 통해 맺게 되었다. 이후 오세창을 자주 만났으며 그로부터 민족문화 수호의 중요성을 알게되었고 서화 골동의 감식안을 키울수 있었다. 오세창은 한학의 대가이며 민족미술의 대계를 정리한 '근역서화징'의 저자였다.
1934년에 서울 성북동에 북단장(北壇莊)을 매입하여 터를 잡고 본격적으로 문화재를 수집했으며, 33세가 되던 1938년에는 자신의 소장품으로 북단장 안에 한국 최초의 사립 박물관인 보화각(葆華閣)을 세웠다. 1940년경에 김태준을 통하여 《훈민정음 해례본》을 입수하였다.

### 기타 활동
1940년 보성고보를 인수하였으며, 1945년에는 1년 동안 보성중학교 교장을 맡았다. 1960년에는 이전부터 그를 돕던 김상기, 김원룡, 최순우, 진홍섭, 홍사준(전 부여박물관장) 등과 함께 '고고미술 동인회'를 만들고 《고고미술(考古美術)》이란 동인지를 발간하기도 했다. 현재 한국미술사학회의 전신인 고고미술동인회는 한국 최초의 미술사학회이다.

### 상훈과 추모
1962년 1월에 57세의 나이로 세상을 떠났다. 그해 8월 15일에 대한민국 문화포장이 추서되었고, 1964년에는 대한민국 문화훈장 동백장이 추서되었다. 2014년 10월, 대한민국 금관문화훈장에 추서되었다. 또한 문화재청에서는 그의 업적을 기려 2012년 12월 14일 전형필의 가옥을 등록문화재 제521호로 지정하여 지정 관리하고 있다.
1966년 보화각은 전형필 선생의 수집품들을 연구정리하기 위해, 전형필 선생의 유족들과 지인들에 의해 한국민족미술연구소와 간송미술관으로 개편되었고, 간송미술관에서는 1971년 봄부터 '겸재전'(謙齋展)주제를 시작으로 2014년 가을까지 일년에 2차례씩 무료 일반공개를 하였다. 현재는 간송미술문화재단이 설립되어 더 많은 사람들에게 간송컬렉션을 선보이고자 동대문디자인프라자&파크에서 간송문화전을 진행하고 있다.  

## 일화
훈민정음 해례본에 관한 일화와 존 개츠비의 소장품인 고려청자의 수집에 대한 일화가 유명하다. 1942년 경상북도 안동에서 소재되어있던 훈민정음 해례본은 원래 광산 김씨 종가의 긍구당 서고에 보관되어 오던 광산김씨 문중의 가보였다고 한다. 세종이 광산김씨 문중에 여진정벌의 공로를 치하하는 의미로 내린 서책이라는 것이다.
당시 이 집안의 사위였던 이용준이 매월당집 등을 비롯하여 훈민정음 해례본을 몰래 빼돌려 안동의 자택에서 보관하고 있었다. 그러던중 김태준을 통해 전형필 선생에게 《훈민정음 해례본》을 만원에 넘겨주었다. 이용준은 판매가로 천원을 제시하였으나 원래 문화재의 가치를 정확히 치르는 것으로 유명했던 전형필은 금액이 너무 적다고 생각하여 만원을 치렀다. 당시 천원이면 좋은 기와집 한채를 살 수 있었다고 한다. 거간 노릇을 한 김태준에게는 수고비로 1천원을 주었다고 한다. 김태준과 이용준은 사회주의자였는데, 판매한 돈을 사회주의 운동에 사용했다고 한다. 광복 후 김태준은 일련의 사건으로 체포되어 사형당했고, 이용준은 월북하였다고 한다.
광복후 해례본의 존재사실을 국문학계에 알렸고 영인본을 제작 배포하여 책의 내용을 공개하였다. 이로 인해 그동안 학자들 사이에 논란이 있었던 한글 창제 원리가 이 훈민정음 해례본에 의해 분명히 밝혀지게 되었다. 이 훈민정음 해례본은 1962년 12월 20일 대한민국의 국보 제 70호로 지정되었으며 1997년 10월에는 유네스코 세계기록유산으로 등재되었다.
존 개츠비로부터 사들인 국보급 고려청자 20점은 모두 사십만원에 사들였는데 원래 제시한 가격은 오십만원 이상이었으나 전형필 선생의 문화재 사랑에 감동하여 판매하게 된 것이라고 한다. 한국전쟁 중 인민군들이 전형필의 소장품들을 모두 가져가려하자 포장을 맡아하던 소전 손재형과 혜곡 최순우가 이 핑계 저 핑계로 가져가지 못하도록 하였고 뜻대로 되지 않자 일부러 계단에서 굴러 다리를 부러뜨린 척을 해 시간을 끌었다고 한다. 전형필 또한 피난을 가지 않고 보화각 근처 빈 집에 숨어 소장품이 훼손될까 노심초사하였다고 한다.

## 경력
- 1906년 7월 29일 서울특별시 종로구 종로4가 112번지에서 중추원의관 전영기와 밀양 박씨 사이의 차남으로 출생, 본관은 정선
- 1926년 휘문고등보통학교 졸업
- 1930년 일본와세다대학 법과 졸업 / 귀국 후 춘곡 고희동 선생의 소개로 위창 오세창 선생과 교류, 문화재 수집시작
- 1934년 성북동 소재 북단장 개설
- 1938년 북단장 소재 사립미술관 보화각 설립
- 1940년 보성고보 인수, 동성학원 설립
- 1945년 보성중학교장 겸임
- 1947년 고적보존위원회 위원으로 피촉
- 1954년 문화재보존위원회 제1분과위원
- 1960년 고고미술 발간
- 1962년 1월 26일 서거

## 수상
- 1962년 대한민국 문화포장 추서
- 1964년 대한민국 문화훈장 동백장 추서
- 2014년 대한민국 금관문화훈장 추서

## 같이 보기
- 간송미술관

## 참고 자료
- 이충렬 <간송 전형필> 김영사
- 지식채널e - 바보같은 남자, EBS
- 간송미술문화재단
- 간송미술문화재단 공식블로그